# 오퍼라드 대수
오퍼라드 이론에서 오퍼라드 대수(operad代數, 영어: operad algebra)는 어떤 오퍼라드가 나타내는 공리들을 만족시키는, 어떤 대칭 모노이드 범주 속의 구조이다.

## 정의
다음이 주어졌다고 하자.
- 대칭 모노이드 범주 {\displaystyle ({\mathcal {C}},\otimes ,1)}
- {\displaystyle {\mathcal {C}}} 속의 오퍼라드 {\displaystyle P=(P(n))_{n\in \mathbb {N} }}

그렇다면, {\displaystyle P} 위의 대수는 다음과 같은 데이터로 구성된다.
- 대상 {\displaystyle X\in {\mathcal {C}}}
- 각 자연수 {\displaystyle n\in \mathbb {N} }에 대하여, 사상 {\displaystyle P(n)\otimes X^{\otimes n}\to X}

이는 {\displaystyle P}의 구조(항등 연산 · 변수 치환 · 연산 합성)와 적절한 호환 조건들을 만족시켜야 한다.

### 닫힌 대칭 모노이드 범주의 경우
닫힌 대칭 모노이드 범주 {\displaystyle ({\mathcal {C}},\otimes ,\hom )}의 경우, 약간 다른 정의가 가능하다. 이 경우, 임의의 대상 {\displaystyle X\in {\mathcal {C}}}에 대하여, 자명한 오퍼라드 {\displaystyle \operatorname {Op} (X)}를 다음과 같이 정의할 수 있다.
- {\displaystyle \operatorname {Op} (X)}의 {\displaystyle n}항 연산은 내부 준동형사상 대상 {\displaystyle \hom(X^{\otimes n},X)}이다.
- 연산의 합성은 {\displaystyle \otimes }의 결합성으로부터 유도된다.

이 경우, {\displaystyle ({\mathcal {C}},\otimes )}에 대한 오퍼라드 {\displaystyle P} 위의 대수(영어: algebra over {\displaystyle P}) {\displaystyle (X,\phi )}는 다음과 같은 데이터로 구성된다.
- {\displaystyle X\in {\mathcal {C}}}는 {\displaystyle {\mathcal {C}}}의 대상이다.
- {\displaystyle \phi }는 오퍼라드 사상 {\displaystyle P\to \operatorname {Op} (X)}이다.

## 예
체 {\displaystyle K} 위의 벡터 공간의 대칭 모노이드 범주 {\displaystyle (\operatorname {Vect} _{K},\otimes ,K)}를 생각하자. 그 속의 오퍼라드 {\displaystyle \operatorname {Ass} } 위의 대수는 {\displaystyle K}-결합 대수이다.
마찬가지로, A∞-대수는 A∞-오퍼라드 위의 대수이다.

## 같이 보기
- L∞-대수